# 陳孫華
陳孫華（Sun Hua Chen，1967年2月6日—），是《康熙來了》和《娛樂百分百》“百分百啾咪王”的固定專業造型師或時裝評審，在唱片界擁有20年豐富資歷，企劃過上百張的唱片專輯，造型足跡現在已經遍佈兩岸三地。
打造過300場以上的唱片簽唱、活動、廣告、書籍、演唱會的服裝造型，平常也有獲企業邀請演講及造型教育訓練課程，目前講課場次已經超過500場。同時也擔任品牌 VIP 鑑賞會的潮流趨勢講師，品牌包含 Hermes, Gucci, La feta 等國際精品。
2008年曾與蘋果日報合作「孫華想相」專欄, 藝人 楊乃文, 林心如, 蕭亞軒 等等都大力相挺此藝術創舉。

## 簡介
於1990年開始，出版了台灣第一本藝人企劃書，並為多位歌手專輯做過造型，擁有唱片界20年豐富資歷，企劃過100張以上的唱片專輯。曾合作過的藝人有：
飛輪海、 黃曉明、 李冰冰、 F4、 言承旭、 周杰倫、 周渝民、 蔡依林、 孫燕姿、 張靚穎、 林俊傑、 羅志祥、 SHE、 蕭亞軒、 張惠妹、 楊丞琳、 李玟、 鄭秀文、 莫文蔚、 王心凌、 黃齡`朱孝天`吳建豪 等超過200人。
近年來陳孫華受邀出席企業演講及造型教育訓練講師，並擔任品牌VIP 鑑賞會的講師與時尚觀察家，品牌包含 Hermes, YSL, La feta, Anne Fontaine。

## 作品

### 節目主持
- 民視「就是愛玩美」主持人
- 民視「明日之星」選秀節目評審
- 三立「超級接班人」選秀節目評審
- 蘋果日報 Live-蘋果X孫華Live名人大平台

### 藝人造型作品
- 莫文蔚 「YOU CAN」
- 鄭秀文 「我應該得到」
- 李玟 「刀馬旦」、「我值得」
- 孫燕姿 「第一張同名專輯」、「完美的一天」
- 蔡依林 「看我72變」、「城堡」、「J-Game」、「舞孃」
- S.H.E 「美麗新世界」、「我的電台」專輯
- 蕭亞軒 「第五大道的彼拉提斯」
- 楊乃文 「應該」
- 張韶涵 「OVER THE RAINBOW」
- 溫嵐 「溫式效應」、「愛回溫」
- 江美琪 「再一次也好」
- 黃湘怡 「等」、「愛情快遞」
- 郭富城 「我真的怕了」
- 言承旭 「兩棲類動物」寫真書、個人專輯第一次`個人專輯多出來的自由`個人精選輯我的秘密情人新歌加精選
- 吳建豪 「身體會唱歌」
- 周渝民 「MAKE A WISH」記得我愛你`我不是F4`深情痞子*朱孝天永不停止
- 阿杜 「天黑」、「堅持到底」
- 元衞覺醒 「第一張同名專輯」
- 林俊傑 2006最新專輯「曹操」、「寫真集」
- 羅志祥 2005新專輯「催眠Show」
- 飛輪海`飛輪海專輯`雙面飛輪海`越來越愛`太熱
- 炎亞綸「下一個 炎亞綸」
- 炎亞綸「紀念日」
- 炎亞綸「Drama」
- 炎亞綸「親愛的怪物」

### 演唱會作品
- 莫文蔚 演唱會
- 周杰倫 「無與倫比」演唱會
- SHE 演唱會
- 張惠妹 跨年演唱會
- 蔡依林 「J1」演唱會
- 王力宏 2006北京演唱會
- 羅志祥 2006台北小巨蛋演唱會
- 林俊傑 演唱會
- 飛輪海 演唱會

### 廣告作品
- F4 西門子廣告
- 蔡依林 金飾廣告 遊戲軟體廣告 麥當勞
- 高絲 彩妝代言
- 視康 活動代言
- 蘿琳亞 調整型內衣

### 書籍
| 年份   | 書名                                                  | 作者   | 出版社         | ISBN               |
| ------ | ----------------------------------------------------- | ------ | -------------- | ------------------ |
| 1992年 | 《騎驢看唱本》，徐肖男編                              | 陳孫華 | 希代           | ISBN 9575442121    |
| 2009年 | 《陳孫華玩美7件式》                                   | 陳孫華 | 方智           | ISBN 9789861751658 |
| 2013年 | 《「衣型」密碼：天王天后御用造型大師的6大時尚穿衣術》 | 陳孫華 | 平裝本         | ISBN 9789578038554 |
| 2014年 | 《衣型密碼——天王天後御用造型大師的6大時尚穿衣術》     | 陳孫華 | 長江文藝出版社 | ISBN 9787535468741 |

### 電視節目
| 年份                   | 頻道                   | 節目名           | 備註 |
| 2022年7月16日、7月23日 | TVBS歡樂台、臺灣電視台 | 《來吧！營業中》 | 來賓 |

### 專欄
- 蘋果日報「孫華想相」專欄總召集人

## 外部連結
- （简体中文）陳孫華的新浪微博
- 陳孫華 - 女人我最大 （页面存档备份，存于）